# لانس آرمسترانگ
لانس ادوارد آرمسترانگ (به انگلیسی: Lance Armstrong) (زاده ۱۸ سپتامبر ۱۹۷۱ در تگزاس، آمریکا) دوچرخه‌سوار مشهور آمریکایی‌ست.
وی در سال ۱۹۹۷ به تیم ملی دوچرخه سواری آمریکا پیوست و از سال ۱۹۹۹ تا ۲۰۰۵ عنوان قهرمانی مسابقات تور دو فرانس را از آن خود کرد که تمامی این عناوین پس از گزارش آژانس مبارزه با دوپینگ آمریکا از وی پس گرفته شد و از شرکت در تمام مسابقات رسمی دوچرخه‌سواری برای همیشه محروم گردید.

## اوایل زندگی
آرمسترانگ در ۱۸ سپتامبر ۱۹۷۱ در بیمارستان متدیست در شمال دالاس (پلانو، تگزاس) متولد شد. مادر او لیندا گیل یک منشی و پدر او ادی چارلز گاندرسون یک روت منیجر در اخبار صبحگاهی دالاس بود. جد او پسر یکی از مهاجران نروژی بود. والدین او زمانی که لنس دو ساله بود از هم جدا شدند و پدرش صاحب دو فرزند از رابطهٔ دیگرش می‌باشد. مادرش تا مدت‌ها یک تنه و با پشتکاری مثال‌زدنی زندگی لانس را تأمین می‌کرد و در حالی که در ابتدا در یک فروشگاه مرغ سوخاری کار می‌کرد، توانست یک مدیر حسابرسی در یک شرکت مخابراتی شود. مادر او بعدها با تری کیت آرمسترانگ که یک عمده فروش بود ازدواج کرد، کسی که در سال ۱۹۷۴ لنس را تحت سرپرستی خود گرفت.

## بیماری سرطان
در سال ۱۹۹۶، لانس به تدریج متوجه علایمی در بدنش شد: تورم بیضه‌ها، خستگی، سوزش نوک سینه‌ها، سرفه، درد کمر. ابتدا او همه این علایم را به یک آنفلوآنزای ساده و خستگی ناشی از مسابقات منتسب کرد. چند روز بعد از جشن تولدش در همین سال، او دچار سرفه همراه با ترشحات خونی شد، باز هم او این ترشحات خونی را به سینوزیت نسبت داد، اما چند روز بعد درد و تورم شدید بیضه‌ها او را مجبور کرد به پزشک مراجعه کند. در اکتبر ۱۹۹۶، پس از ۲۵ سال، سرطان بیضه پیشرفته (مرحله سه) در آرمسترانگ تشخیص داده شد. در حالیکه سرطان او در حال گسترش به مغز، ریه‌ها و شکم بود. در اولین ملاقاتش با ارولوژیست جیم ریوز در آستین تگزاس، او در حین سرفه خون بالا می‌آورد و یک بیضهٔ متورم و ملتهب داشت. در سوم اکتبر، آرمسترانگ برای خارج کردن بیضهٔ بیمارش تحت جراحی ارکیکتومی قرار گرفت. عمل جراحی دومی هم برای خروج متاستازهای مغزی در مورد او انجام شد و بعد از آن دوره سخت شیمی درمانی جهت او شروع شد. در آن زمان دکتر ریوز در یک مصاحبه در مورد شانس بهبودی آرمسترانگ گفته بود «تقریباً هیچی. ما به لنس گفته بودیم ۲۰ تا ۵۰ درصد شانس بهبودی دارد تا به او امید بدهیم. اما با این نوع سرطانی که او دارد و با توجه به اشعه ایکس و آزمایش خون گرفته شده، باید گفت تقریباً هیچ امیدی وجود ندارد». پس از دریافت نامه‌ای از یک متخصص غدد در دانشگاه وندربیلت، دکتر استیون وولف و صحبت با او، آرمسترانگ به مرکز پزشکی دانشگاه ایندیانا در ایندیانا پولیس رفت. او تصمیم گرفت که باقیماندهٔ دورهٔ درمانش را در آنجا دنبال کند. این تصمیم در نهایت حرفهٔ دوچرخه سواری او را نجات داد. آخرین شیمی درمانی آرمسترانگ در تاریخ ۱۳ دسامبر ۱۹۹۶ انجام شد. در فوریه ۱۹۹۷، اعلام شد که او سرطان را شکست داده‌است. اما مدت کوتاهی پس از آن خبر رسید که او قرار داد خود را با تیم کوفیدیس لغو کرده‌است.

## اتهام دوپینگ
در سال ۲۰۱۳، آژانس مبارزه با دوپینگ آمریکا (USADA) در گزارشی ۱۰۰۰ صفحه‌ای، لانس آرمسترانگ را متهم کرد که «پیچیده‌ترین و حرفه‌ای‌ترین دوپینگ تاریخ ورزش» را انجام داده‌است. گزارش این آژانس شامل «شهادت با قید سوگند» ۲۶ نفر -از جمله ۱۵ نفر از هم‌تیمی‌های پیشین او- بود. در پی این اتهام فدراسیون بین‌المللی دوچرخه‌سواری، با تأیید محرومیت‌های آژانس ضد دوپینگ آمریکا، آرمسترانگ را تا آخر عمر از فعالیت‌های مرتبط با دوچرخه سواری محروم کرد و تمام عنوان‌های او (هفت عنوان قهرمانی و یک سومی در توردوفرانس) را پس گرفت
و اعلام کرد که تمامی عنوان‌های که این اسطورهٔ بزرگ دوچرخه‌سواری از ژانویه سال ۱۹۹۸ میلادی به بعد کسب کرده، به خاطر استفادهٔ پیگیر از مواد انرژی‌زا از درجهٔ اعتبار ساقط است.
«تیم هرمان»، وکیل آرمسترانگ در توصیف این گزارش گفته‌است: «قضاوت یک‌طرفه و شتاب‌زده بوده‌است.»
آرمسترانگ پس از انتشار گزارش آژانس ضد دوپینگ آمریکا، اظهارنظری نکرد، اما از ریاست بنیاد خیریه سرطان لیو استرانگ استعفا داد و در این باره گفت: «برای حفظ بنیاد از هرگونه آثار منفی ناشی از جنجال‌های حرفهٔ دوچرخه‌سواری من، تصمیم گرفتم از ریاست بنیاد سرطان کناره‌گیری کنم».

## فیلم‌های مستند
- جاده به پاریس - ۲۰۰۱
- دروغ آرمسترانگ - ۲۰۱۳
- طرح - ۲۰۱۵